# Башир Сід Азара
Башир Сід Азара (араб. بشير•سيد عزارة; нар. 3 березня 1996) — алжирський борець греко-римського стилю, п'ятиразовий чемпіон та триразовий срібний призер чемпіонатів Африки, дворазовий чемпіон та срібний призер Африканських ігор, чемпіон Середземноморського чемпіонату, чемпіон Середземноморських ігор, бронзовий призер Ігор ісламської солідарності, учасник двох Олімпійських ігор.

## Спортивні результати на міжнародних змаганнях

### Виступи на Олімпіадах
| Змагання                    | Збірна | Вагова категорія                 | Місце |
| --------------------------- | ------ | -------------------------------- | ----- |
| Літні Олімпійські ігри 2020 | Алжир  | греко-римська боротьба, до 87 кг | 7     |
| Літні Олімпійські ігри 2024 | Алжир  | греко-римська боротьба, до 87 кг | 12    |

### Виступи на Чемпіонатах світу
| Змагання                        | Збірна | Вагова категорія                 | Місце |
| ------------------------------- | ------ | -------------------------------- | ----- |
| Чемпіонат світу з боротьби 2017 | Алжир  | греко-римська боротьба, до 80 кг | 20    |
| Чемпіонат світу з боротьби 2019 | Алжир  | греко-римська боротьба, до 87 кг | 31    |
| Чемпіонат світу з боротьби 2022 | Алжир  | греко-римська боротьба, до 87 кг | 26    |
| Чемпіонат світу з боротьби 2023 | Алжир  | греко-римська боротьба, до 87 кг | 26    |

### Виступи на Чемпіонатах Африки
| Змагання                         | Збірна | Вагова категорія                 | Місце  |
| -------------------------------- | ------ | -------------------------------- | ------ |
| Чемпіонат Африки з боротьби 2015 | Алжир  | греко-римська боротьба, до 85 кг | Срібло |
| Чемпіонат Африки з боротьби 2016 | Алжир  | греко-римська боротьба, до 80 кг | Золото |
| Чемпіонат Африки з боротьби 2017 | Алжир  | греко-римська боротьба, до 80 кг | Золото |
| Чемпіонат Африки з боротьби 2018 | Алжир  | греко-римська боротьба, до 82 кг | Срібло |
| Чемпіонат Африки з боротьби 2019 | Алжир  | греко-римська боротьба, до 87 кг | Срібло |
| Чемпіонат Африки з боротьби 2020 | Алжир  | греко-римська боротьба, до 87 кг | Золото |
| Чемпіонат Африки з боротьби 2022 | Алжир  | греко-римська боротьба, до 87 кг | Золото |
| Чемпіонат Африки з боротьби 2023 | Алжир  | греко-римська боротьба, до 87 кг | Золото |

### Виступи на Африканських іграх
| Змагання              | Збірна | Вагова категорія                 | Місце  |
| --------------------- | ------ | -------------------------------- | ------ |
| Африканські ігри 2015 | Алжир  | греко-римська боротьба, до 80 кг | Срібло |
| Африканські ігри 2015 | Алжир  | вільна боротьба, до 86 кг        | 8      |
| Африканські ігри 2019 | Алжир  | греко-римська боротьба, до 87 кг | Золото |
| Африканські ігри 2023 | Алжир  | греко-римська боротьба, до 87 кг | Золото |

### Виступи на Кубках світу
| Змагання                    | Збірна | Вагова категорія                 | Місце |
| --------------------------- | ------ | -------------------------------- | ----- |
| Кубок світу з боротьби 2020 | Алжир  | греко-римська боротьба, до 87 кг | 8     |

### Виступи на Середземноморських чемпіонатах
| Змагання                                     | Збірна | Вагова категорія                 | Місце  |
| -------------------------------------------- | ------ | -------------------------------- | ------ |
| Середземноморський чемпіонат з боротьби 2018 | Алжир  | греко-римська боротьба, до 87 кг | Золото |

### Виступи на Середземноморських іграх
| Змагання                    | Збірна | Вагова категорія                 | Місце  |
| --------------------------- | ------ | -------------------------------- | ------ |
| Середземноморські ігри 2022 | Алжир  | греко-римська боротьба, до 87 кг | Золото |

### Виступи на Іграх ісламської солідарності
| Змагання                          | Збірна | Вагова категорія                 | Місце  |
| --------------------------------- | ------ | -------------------------------- | ------ |
| Ігри ісламської солідарності 2017 | Алжир  | греко-римська боротьба, до 80 кг | Бронза |

### Виступи на інших змаганнях
| Змагання                                                          | Збірна | Вагова категорія                 | Місце  |
| ----------------------------------------------------------------- | ------ | -------------------------------- | ------ |
| Турнір Вехбі Емре і Гаміта Каплана 2015                           | Алжир  | греко-римська боротьба, до 80 кг | 22     |
| Турнір Дана Колова — Николи Петрова 2015                          | Алжир  | греко-римська боротьба, до 80 кг | Бронза |
| Кубок Тахті 2016                                                  | Алжир  | греко-римська боротьба, до 85 кг | 11     |
| Турнір Дана Колова — Николи Петрова 2016                          | Алжир  | греко-римська боротьба, до 85 кг | 12     |
| Кубок Владислава Пітласинські 2016                                | Алжир  | греко-римська боротьба, до 85 кг | 15     |
| Золотий Гран-прі з боротьби 2016                                  | Алжир  | греко-римська боротьба, до 80 кг | 10     |
| Меморіал Іона Корнеану і Ладислава Сімона 2018                    | Алжир  | греко-римська боротьба, до 87 кг | Бронза |
| Гран-прі Угорщини з боротьби 2019                                 | Алжир  | греко-римська боротьба, до 87 кг | Срібло |
| Київський Міжнародний турнір з боротьби 2021                      | Алжир  | греко-римська боротьба, до 87 кг | 9      |
| Олімпійський кваліфікаційний турнір з боротьби 2020 (Хаммамет)    | Алжир  | греко-римська боротьба, до 87 кг | Срібло |
| Кубок Владислава Пітласинські 2021                                | Алжир  | греко-римська боротьба, до 87 кг | 5      |
| Турнір Дана Колова — Николи Петрова 2022                          | Алжир  | греко-римська боротьба, до 87 кг | 5      |
| Турнір Ібрагіма Мустафи 2023                                      | Алжир  | греко-римська боротьба, до 87 кг | 13     |
| Меморіал Імре Поляка та Яноша Варги 2023                          | Алжир  | греко-римська боротьба, до 87 кг | 5      |
| Меморіал Іона Корнеану і Ладислава Сімона 2023                    | Алжир  | греко-римська боротьба, до 87 кг | 7      |
| Всесвітні бойові ігри 2023                                        | Алжир  | греко-римська боротьба, до 87 кг | Золото |
| Відкритий чемпіонат Загреба з боротьби 2024                       | Алжир  | греко-римська боротьба, до 87 кг | 9      |
| Олімпійський кваліфікаційний турнір з боротьби 2024 (Александрія) | Алжир  | греко-римська боротьба, до 87 кг | Золото |
| Меморіал Імре Поляка та Яноша Варги 2024                          | Алжир  | греко-римська боротьба, до 87 кг | Бронза |

### Виступи на змаганнях молодших вікових груп
| Змагання                                                   | Збірна | Вагова категорія                 | Місце  |
| ---------------------------------------------------------- | ------ | -------------------------------- | ------ |
| Чемпіонат Африки з боротьби серед кадетів 2011             | Алжир  | греко-римська боротьба, до 69 кг | Золото |
| Чемпіонат світу з боротьби серед кадетів 2011              | Алжир  | греко-римська боротьба, до 69 кг | 24     |
| Чемпіонат світу з боротьби серед кадетів 2013              | Алжир  | греко-римська боротьба, до 76 кг | 26     |
| Чемпіонат Африки з боротьби серед юніорів 2014             | Алжир  | греко-римська боротьба, до 84 кг | Срібло |
| Середземноморський чемпіонат з боротьби серед юніорів 2014 | Алжир  | греко-римська боротьба, до 84 кг | 5      |
| Чемпіонат Африки з боротьби серед юніорів 2015             | Алжир  | греко-римська боротьба, до 84 кг | Золото |
| Чемпіонат Африки з боротьби серед юніорів 2016             | Алжир  | греко-римська боротьба, до 84 кг | Золото |
| Чемпіонат світу з боротьби серед юніорів 2016              | Алжир  | греко-римська боротьба, до 84 кг | Бронза |
| Чемпіонат світу з боротьби серед молоді 2017               | Алжир  | греко-римська боротьба, до 80 кг | 7      |
| Чемпіонат світу з боротьби серед молоді 2018               | Алжир  | греко-римська боротьба, до 87 кг | 23     |
| Чемпіонат світу з боротьби серед молоді 2019               | Алжир  | греко-римська боротьба, до 87 кг | 20     |